# 比平·拉瓦特
比平·拉克什曼·辛格·拉瓦特 PVSM UYSM AVSM YSM SM VSM ADC（1958年3月16日—2021年12月8日），印度陆军四星上将，任印度国防参谋长期间身亡。

## 生平
比平·拉瓦特2016年12月出任印度陆军参谋长，2019年12月31日卸任。任职期间，他多次被指责违背军队政治中立的原则。去职前夕，他公开批评公民身份法修正案示威，认为游行示威的领导者煽动大众纵火、施暴。反对党印度国民大会党和全印穆斯林联盟认为比平不应干预政治。
2019年8月15日印度獨立日当天，印度总理纳伦德拉·莫迪宣布新设印度国防参谋长职位。2020年1月1日，比平正式就任首任印度国防参谋长。

## 失事
2021年12月8日，比平·拉瓦特与妻子等14人乘坐Mi-17V5直升機自苏卢尔空军基地飞往防务人员学院途中在泰米爾納德邦乔奥诺奥尔附近失事遇难。